# Salame matto
Il salame matto (salam mat in romagnolo) è un contorno a base di un impasto di pane grattugiato, formaggio e uova, a cui viene data una forma cilindrica simile a quella di un salame. È un piatto tradizionale tipico della Romagna, che in passato veniva preparato per arricchire le pietanze a base di carne lessata quando questa non era sufficiente per tutti e per riutilizzare gli avanzi di pane.

## Preparazione
È preparato con lo stesso impasto dei passatelli, a base di pane grattugiato, formaggio grattugiato, uova, scorza di limone, noce moscata e con l'aggiunta di un pizzico di bicarbonato per renderlo più soffice. L'impasto viene lavorato fino a dargli una forma cilindrica, quindi immerso in brodo di carne bollente e cotto per circa 45 minuti. Scolato, è tagliato a fette e servito insieme alla carne utilizzata per preparare il brodo.